# Чудо в струмку мудреця
Чудо в струмку мудреця (англ. Miracle at Sage Creek) — фільм.

## Сюжет
1888 рік, штат Вайомінг. Дві сім'ї, що живуть по сусідству, розділені давньою ворожнечею. Глава однієї з них — Айк Франклін, власник найбільшого ранчо в окрузі, похмурий і впертий чоловік. Глава іншої — Джон Червоний Орел: це ім'я він взяв собі, одружившись з дочкою індіанського вождя. Напередодні Різдва важко захворює онук Айка, і врятувати його може тільки зілля з цілющих трав, приготоване Джоном за рецептом індіанців.

## У ролях
- Девід Керрадайн — Айк
- Вес Стьюді — шеф Томас
- Майкл Паркс — суддя Стенлі
- Тім Ебелл — Джон
- Сара Олдріч — Мері
- Ірен Бедард — Санні
- Марк Ролстон — капітан Джонсон
- Деніел Куінн — Сет Келлер
- Даріан Вайсс — Захарі
- Масам Голден — Самуель Червоний Орел
- Бак Тейлор — Чарлі
- Трейсі Нельсон — Адріанна
- Ренс Говард — доктор Бебкок
- Френсін Йорк — місіс Стенлі
- Брайан Ліббі — Френк
- Кері Томпсон — Біллі
- Вайатт Тернер — Кіт
- Марісса Бака — Джейні Червоний Орел
- Фред Гріффіт — Деніел
- Майрон Нетвік — реєстратор
- Тедд Тернер — Сержант Бенкс
- DJ Перрі — Чейз
- Ентоні Горнус — Лансінг
- Томмі Діппель — капрал Доннеган
- Джефф Пратер — маршал Мейерс
- Лі МакКехні — Брейк
- Пітер Дж. Браун — Снейк
- Амос Карвер — Кід
- Таня Тернер — Аманда
- Террі Джейкобсон — заступник шерифа Тернер
- Мартін Коув — Джес (видалені сцени)
- Джиммі Белл — візник диліжансу